# Copa Generalitat d'hoquei sobre patins femenina 2025
La Copa Generalitat d'hoquei sobre patins femenina 2025 fou la quinzena edició de la competició. Se celebrà el cap de setmana de l'1 i 2 de febrer de 2025 al Pavelló Antoni Roure d'Alpicat i fou organitzada per la Federació Catalana de Patinatge, juntament amb la col·laboració de l'Hoquei Club Alpicat i de l’ajuntament del mateix municipi. Hi participaren els quatre primers equips classificats a la primera volta de la Lliga Nacional Catalana 2024-25, l'HC Alpicat, l'HC Palau de Plegamans B, l'Igualada Femení HCP i el CP Voltregà Movento Stern B. La competició es disputà en format de final a quatre
Es proclamà campió el CP Voltregà Movento Stern B, que guanyà a la final per 4 a 1 a l'Igualada Femení HCP i aconseguí la seva tercera Copa Generalitat.

## Competició

### Quadre de competició
|  | Semifinals            | Semifinals  |                       |   | Final | Final |
|  |                       |             |                       |   |       |       |
|  | 1 de febrer 16:00 CET |             |                       |   |       |       |
|  |                       |             |                       |   |       |       |
|  | HC Alpicat            | 0           |                       |   |       |       |
|  | HC Alpicat            | 0           | 2 de febrer 18:30 CET |   |       |       |
|  | Igualada Femení HCP   | 1           |                       |   |       |       |
|  | Igualada Femení HCP   | 1           | Igualada Femení HCP   | 1 |       |       |
|  | 1 de febrer 18:00 CET |             | Igualada Femení HCP   | 1 |       |       |
|  |                       | CP Voltregà | 4                     |   |       |       |
|  | HC Palau de Plegamans | CP Voltregà | 4                     | 3 |       |       |
|  | HC Palau de Plegamans |             |                       | 3 |       |       |
|  | CP Voltregà           | 5           |                       |   |       |       |
|  | CP Voltregà           | 5           |                       |   |       |       |

### Final
| Igualada Femení HCP | 1‐4     | CP Voltregà                                       |
| ------------------- | ------- | ------------------------------------------------- |
| Claramunt 18'       | Informe | Bonet 5' · Alèxia Bosch 13', 47' · Anna Bosch 49' |

| Campió de la Copa Generalitat 2025 |
| ---------------------------------- |
| CP Voltregà Tercer títol           |